# Jubileiny (Satellit)
Jubileiny (russisch Юбилейный für Jubiläum, englisch Yubileyniy) ist der Name eines russischen Amateurfunksatelliten, der am 23. Mai 2008 zusammen mit drei Satelliten des Typs Gonez mit einer Rockot-Trägerrakete von der Startrampe 133 des Kosmodroms Plessezk aus in eine niedrige Erdumlaufbahn gebracht wurde.
Hergestellt wurde der Satellit vom NPO PM (wissenschaftliche Produktionsorganisation für angewandte Mechanik) anlässlich des 50. Jahrestages des ersten unbemannten Raumfluges. Er überträgt alle vier Minuten imitierte Sputnik-1-Signale, Sprachnachrichten sowie Foto- und Videoinformation auf dem für Funkamateure zugewiesenen 70-cm-Band. Die dafür notwendige Nutzlast wurde durch die DOSAAF (Gesellschaft zur Unterstützung der Armee, der Luftstreitkräfte und der Flotte) mit Unterstützung durch die russische Industrie entwickelt. Der Start von Jubiljeini dient auch dem Test der Komponenten des eingesetzten Satellitenbusses.

## Technik
Der etwa 40 kg schwere, sechseckige Satellit basiert auf einem Satellitenbus für Mikrosatelliten (<100 kg) und ist mit einer Dreiachsensteuerung einschließlich Sonnensensor ausgerüstet. Die Energieversorgung erfolgt durch Galliumarsenid-Solarzellen.